# Curucok Sagoe
Curucok Sagoe is een bestuurslaag in het regentschap Pidie van de provincie Atjeh, Indonesië. Curucok Sagoe telt 407 inwoners (volkstelling 2010).